# Antoine de Lérins
Pour les articles homonymes, voir Saint Antoine.
Antoine de Lérins, né vers 468 et mort vers 520, également connu sous le nom d'Antoine l'Ermite, est un chrétien vénéré comme un saint. Il est né dans l'ancienne province romaine de Pannonie-Valeria (aujourd'hui la Hongrie), qui faisait alors partie de l'empire hunnique. 

## Biographie
Toutes les informations disponibles sur Antoine de Lérins sont dues à sa Vie écrite par Ennodius, évêque de Pavie. 
Le père d'Antoine meurt quand il a huit ans. Il est alors confié aux soins de l'abbé Séverin du Norique, en Autriche actuelle, qui l'instruit dans les préceptes de la foi chrétienne. 
À la mort de Séverin en 482, Antoine est envoyé en Allemagne et confié à son oncle, Constance, un des premiers évêques de Lorsch en Bavière, qui parfait son éducation. Là, il suit sa vocation religieuse et prononce ses vœux religieux, se consacrant moine à l'âge de vingt ans.
En 488, vers l'âge de 20 ans, Antoine se rend et s'installe en Italie avec le moine Bruno sur le lac de Côme, sur le site de Brentaleto et Teolo dans la commune de Sorico près du tombeau du martyr Fidèle de Côme, non loin de l'endroit où se trouve l'Oratoire de San Loyal. Là, il mène une vie érémitique avec un petit groupe d'ermites, devenant ainsi une référence pour les chrétiens locaux. Au fur et à mesure que la renommée de sa sainteté et de ses merveilles se répandent, de nombreuses disciples cherchant à l'imiter lui rendent visite. Alors, pour retrouver sa tranquillité et ses moments ascétiques, il choisit de rechercher une plus grande solitude en Gaule. Il vit ainsi dans divers lieux solitaires jusqu'à ce que deux ans avant sa mort, il devienne moine à l'abbaye de Lérins, où il se fait connaître localement pour la sainteté de sa vie et les miracles qu'il accomplit.

## Culte
Antoine est commémoré le 28 décembre par le Martyrologe catholique romain et également le même jour par l'Église orthodoxe orientale.
Extrait du martyrologe romain :

« Commémoration de saint Antoine, moine, homme illustre de grâce et de préparation, qui, après avoir mené une vie solitaire, se retira vieillard au monastère de Lérins en Provence, où il s'endormit pieusement dans le Seigneur. »